# Ovcearovo (sit SPA)
Ovcearovo este o arie protejată (arie de protecție specială avifaunistică — SPA) din Bulgaria întinsă pe o suprafață de 1.478,04 ha, integral pe uscat.

## Localizare
Centrul sitului Ovcearovo este situat la coordonatele 43°10′47″N 26°38′33″E / 43.1798°N 26.6426°E.

## Înființare
Situl Ovcearovo a fost declarat arie de protecție specială avifaunistică în martie 2007 pentru a proteja 8 specii de animale.

## Biodiversitate
Situată în ecoregiunea continentală, aria protejată nu include niciun habitat protejat.
La baza desemnării sitului se află mai multe specii protejate de  păsări (8): fâsă-de-câmp (Anthus campestris), dumbrăveancă (Coracias garrulus), cristeiul de câmp (Crex crex), ciocănitoarea de stejar (Dendrocopos medius), presură de grădină (Emberiza hortulana), sfrâncioc roșiatic (Lanius collurio), ciocârlie de pădure (Lullula arborea), prigoare (Merops apiaster)
Pe lângă speciile protejate, pe teritoriul sitului au mai fost identificate 5 specii de păsări.